# Чиклана-де-Сегура
Чиклана-де-Сегура (ісп. Chiclana de Segura) — муніципалітет в Іспанії, у складі автономної спільноти Андалусія, у провінції Хаен. Населення — 1195 осіб (2010).
Муніципалітет розташований на відстані близько 240 км на південь від Мадрида, 90 км на північний схід від Хаена.
На території муніципалітету розташовані такі населені пункти: (дані про населення за 2010 рік)
- Ель-Кампільйо: 21 особа
- Кампорредондо: 153 особи
- Чиклана-де-Сегура: 921 особа
- Лос-Мочуелос: 28 осіб
- Ла-Порроса: 72 особи

## Демографія
Динаміка населення (INE ):